# NN Penzijní společnost
NN Penzijní společnost, a.s. je jednou z osmi českých penzijních společností, majících licenci ke správě státem podporovaných penzijních fondů. K 30. 6. 2014 spravovala pro 383 tisíc klientů aktiva ve výši 29 miliard korun.

## Historie

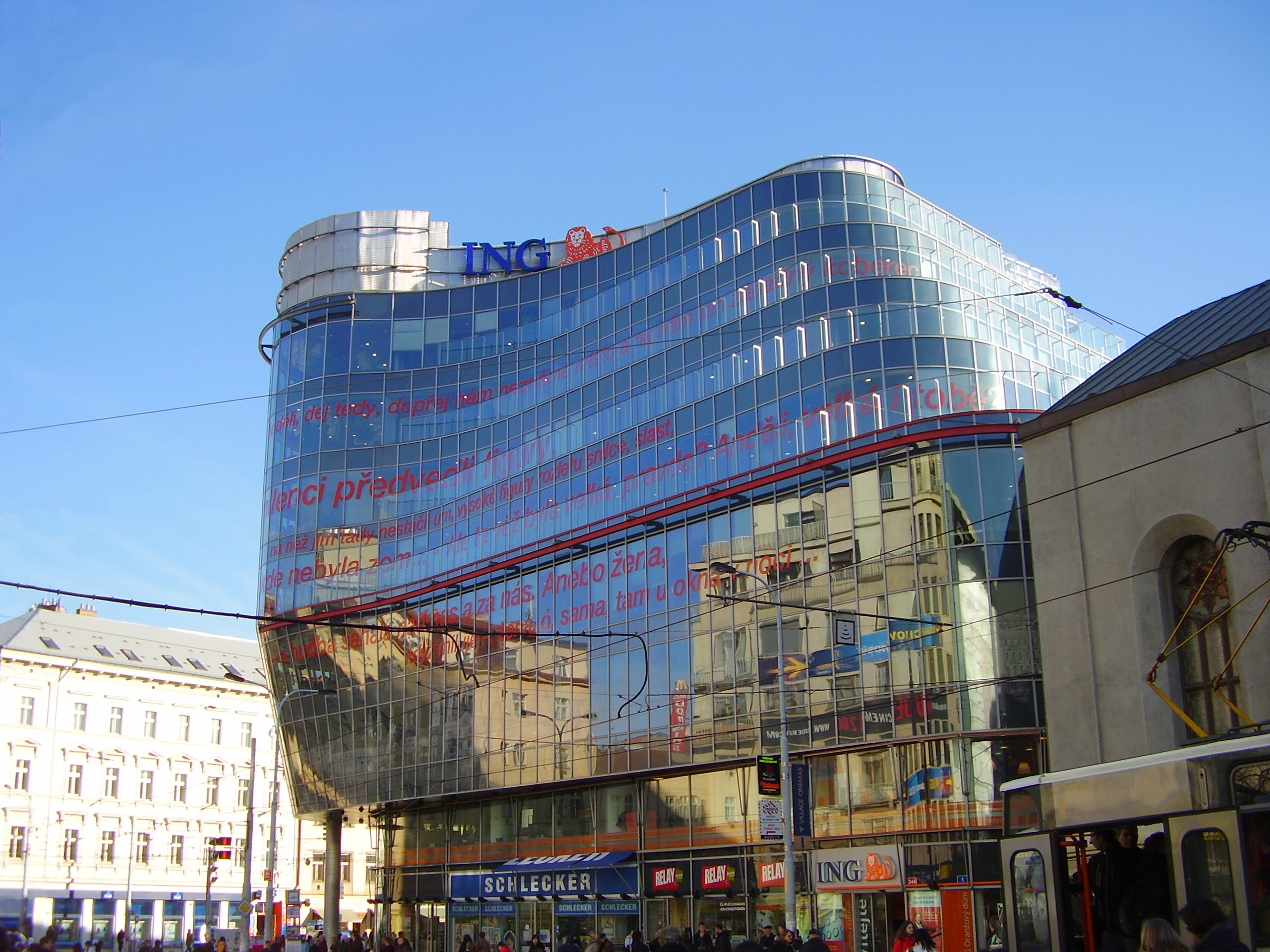
Budova sídla NN PS

Společnost byla založena v souladu se zákonem 42/1994 o penzijním připojištění, zápis do obchodního rejstříku proběhl 10. února 1995. V prvních pěti letech působila pod názvem Průmyslový penzijní fond, v dubnu 2000 byla přejmenována na ING Penzijní fond. Jedním ze zakladatelů společnosti byl podnikatel Peter Goldscheider, generální ředitel a spolumajitel rakouské investiční společnosti EPIC, která v době kupónové privatizace v České republice založila privatizační fondy Czech Coupon Invest.
V roce 2004 skokově vzrostly správní náklady fondu, náklady na marketing a zaměstnance meziročně vzrostly na dvojnásobek. Na konci roku 2004 spořilo u ING 12 % všech účastníků, následně tento podíl postupně klesal až na 8 % na konci září 2014.
Předsedou představenstva společnosti byl Jiří Rusnok, který dříve působil jako ministr v Zemanově a Špidlově vládě, v roce 2013 byl předsedou úřednické vlády.

## Důchodová reforma
Od 1. 1. 2013 již není možné stát se účastníkem Penzijního připojištění. Vstup pro nové zájemce byl uzavřen, úspory stávajících klientů byly převedeny do Transformovaného fondu. Na základě zákona č. 427/2011 sb. tento produkt nahradilo nové Doplňkové penzijní spoření. Veškeré změny proběhly v návaznosti na důchodovou reformu.

## Finanční výsledky
| miliony korun                             | 2001    | 2002    | 2003    | 2004    | 2005    | 2006    | 2007    | 2008    | 2009    | 2010    | 2011    | 2012    | 2001–12 |
| ----------------------------------------- | ------- | ------- | ------- | ------- | ------- | ------- | ------- | ------- | ------- | ------- | ------- | ------- | ------- |
| Výnosy z úroků a podobné výnosy           | 171     | 174     | 244     | 334     | 478     | 565     | 672     | 784     | 821     | 799     | 777     | 734     | 6 552   |
| Výnosy z akcií a podílů                   | 33      | 6       | 32      | 25      | 17      | 28      | 34      | 64      | 2       | 0       | 0       | 0       | 241     |
| Náklady na poplatky a provize             | (86)    | (83)    | (79)    | (100)   | (120)   | (143)   | (148)   | (164)   | (158)   | (154)   | (169)   | (245)   | (1 649) |
| Čistý zisk z finančních operací           | 176     | 220     | 226     | 148     | 355     | 298     | 104     | (484)   | (607)   | 37      | 97      | 193     | 764     |
| Ostatní provozní výnosy                   | 1       | 1       | 5       | 18      | 8       | 9       | 8       | 8       | 90      | 17      | 16      | 20      | 200     |
| Ostatní provozní náklady                  | (0)     | (0)     | (2)     | (0)     | (3)     | (3)     | (3)     | (6)     | (6)     | (4)     | (0)     | (5)     | (33)    |
| Správní náklady                           | (70)    | (78)    | (103)   | (154)   | (140)   | (142)   | (157)   | (183)   | (134)   | (153)   | (169)   | (204)   | (1 688) |
| Odpisy, tvorba rezerv a opravných položek | (1)     | (1)     | (0)     | (0)     | (17)    | (0)     | (0)     | (1)     | (7)     | (3)     | (6)     | (20)    | (57)    |
| Zisk z běžné činnosti před zdaněním       | 224     | 240     | 322     | 270     | 578     | 611     | 510     | 17      | 2       | 538     | 547     | 473     | 4 331   |
| Zisk za účetní období po zdanění          | 225     | 243     | 322     | 270     | 578     | 619     | 510     | 9       | 21      | 518     | 547     | 473     | 4 335   |
|                                           |         |         |         |         |         |         |         |         |         |         |         |         |         |
| Počet účastníků                           | 230 928 | 261 750 | 294 270 | 355 337 | 388 567 | 404 863 | 434 998 | 452 103 | 442 259 | 429 126 | 408 312 | 405 393 | n/a     |
| Připsané zhodnocení (%)                   | 4,80    | 4,00    | 4,00    | 2,46    | 4,16    | 3,60    | 2,50    | 0,04    | 0,10    | 2,14    | 2,14    | 1,75    |         |
| Inflace (CPI na konci období v %)         | 4,10    | 0,60    | 1,00    | 2,80    | 2,20    | 1,70    | 5,40    | 3,60    | 1,00    | 2,30    | 2,40    | 2,40    |         |

| miliony korun                         | 2013    | 2014    | 2015    | 2016    | 2017    | 2018    | 2019    | 2020    | 2021    | 2022    |
| ------------------------------------- | ------- | ------- | ------- | ------- | ------- | ------- | ------- | ------- | ------- | ------- |
| Výnosy z poplatků a provizí           | 223     | 234     | 241     | 295     | 321     | 330     | 370     | 383     | 413     | 428     |
| Náklady na poplatky a provize         | (124)   | (90)    | (95)    | (85)    | (64)    | (59)    | (56)    | (64)    | (68)    | (79)    |
| Správní náklady                       | (188)   | (127)   | (127)   | (114)   | (118)   | (142)   | (142)   | (191)   | (188)   | (197)   |
| Ostatní položky (netto)               | 16      | 65      | 102     | (10)    | (29)    | (20)    | (25)    | (23)    | (25)    | (3)     |
| Zisk za účetní období po zdanění      | (73)    | 82      | 121     | 87      | 109     | 109     | 147     | 105     | 132     | 149     |
|                                       |         |         |         |         |         |         |         |         |         |         |
| Počet účastníků (Transformovaný fond) | 386 940 | 367 097 | 345 625 | 327 266 | 310 565 | 295 701 | 283 021 | 257 507 | 243 474 | 227 528 |
| Počet účastníků (účastnické fondy)    | 3 428   | 6 742   | 10 441  | 13 870  | 21 307  | 30 683  | 40 628  | 53 505  | 73 945  | 95 795  |
| Zhodnocení (Transformovaný fond)      | 1,41    | 1,13    | 0,88    | 0,66    | 0,69    | 0,61    | 0,95    | 0,71    | 0,33    | 1,07    |
| Inflace (CPI na konci období v %)     | 1,40    | 0,10    | 0,10    | 2,00    | 2,40    | 2,00    | 3,20    | 2,30    | 6,60    | 15,80   |